# Industriales
Os Industriales são um time de beisebol sediado em Havana, Cuba, que jogam na Série Nacional de Beisebol, sendo o único time representante da capital cubana na liga, mandam seus jogos no Estádio Latinoamericano, são conhecidos como leões azuis.
O time foi fundado em 1962, sendo o sucessor do Almendares, clube que foi fundado em 1878, atualmente é o time com mais títulos na liga, seu principal rival é o Santiago de Cuba a qual a rivalidade é chamada de super clássico.